# 长征七号改运载火箭
长征七号改运载火箭，又稱长征七号改火箭以及长征七号甲运载火箭（缩写：CZ-7A或LM-7A），原代号为CZ-734构型，是由中国运载火箭技术研究院研制的新一代中型高轨三级液体燃料捆绑式运载火箭，主要用于高轨道卫星发射任务。

## 概况
长征七号改运载火箭是采用了无毒无污染燃料的新一代长征运载火箭的高轨发射型号。为了尽快实现换代，填补中国航天对地球同步转移轨道5.5-7吨的运力空白，该火箭基本继承长征七号的液氧煤油助推器、芯一级和芯二级设计（助推器不分离），并在该基础上增加了长征三号甲运载火箭氢氧芯三级。长征七号甲从型号论证到首飞火箭具备出厂条件仅用时22个月，为航天科技研制“新一代运载火箭”中最短耗时。
长征七号甲运载火箭全箭总长60.13米，2020年首飞之时是中国最高的运载火箭，后于2024年被使用加长整流罩、高达63.2米的长征五号运载火箭所超越。长征七号甲芯一、二级直径3.35米，芯三级直径3米，单个助推器直径2.25米，火箭起飞质量约573吨。一级和助推器采用120吨级推力的YF-100发动机，二级采用18吨级推力的YF-115发动机。三子级采用两台8吨级推力的YF-75发动机，具备二次启动能力。可适配直径4.2米和3.7米两种整流罩。火箭同时具备在文昌航天发射场和西昌卫星发射中心发射的能力。

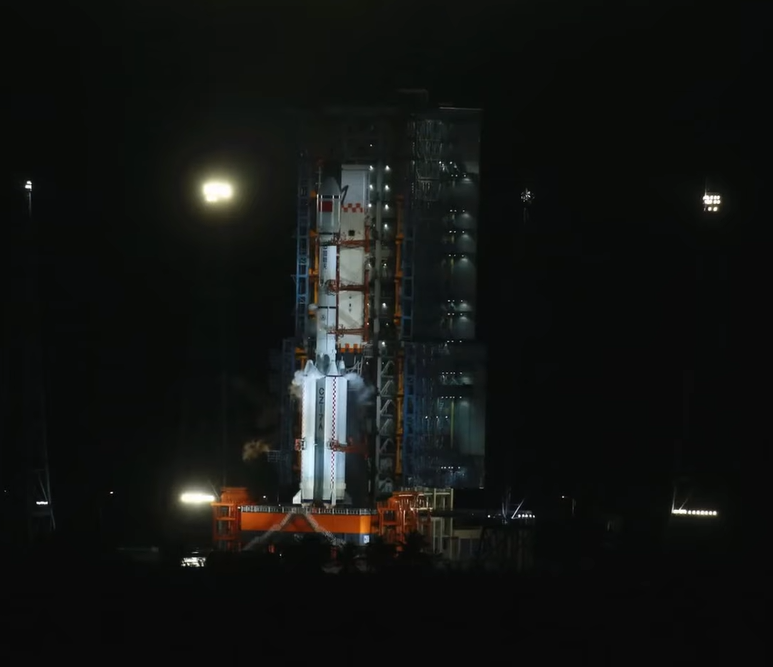
用于发射实践二十三号卫星的长征七号改遥四运载火箭

## 发射记录

### 已发射
| 飞行次序          | 火箭序号 | 起飞时间（UTC+8）              | 发射工位               | 有效载荷                                | 卫星轨道         | 发射结果                      |
| ----------------- | -------- | ------------------------------ | ---------------------- | --------------------------------------- | ---------------- | ----------------------------- |
| 1                 | 遥一     | 2020年3月16日 21时34分         | 文昌航天发射场二号工位 | 新技术验证六号卫星                      | 地球同步转移轨道 | 失败 助推器氧箱出流口发生空化 |
| 2                 | 遥二     | 2021年3月12日 01时51分28.409秒 | 文昌航天发射场二号工位 | 试验九号卫星 （新技术验证卫星六号02星） | 地球同步转移轨道 | 成功                          |
| 3                 | 遥三     | 2021年12月23日 18时12分        | 文昌航天发射场二号工位 | 试验十二号卫星01星试验十二号卫星02星    | 地球同步转移轨道 | 成功                          |
| 4                 | 遥五     | 2022年9月13日 21时18分         | 文昌航天发射场二号工位 | 中星1E卫星                              | 地球同步转移轨道 | 成功                          |
| 5                 | 遥四     | 2023年1月9日 06时00分          | 文昌航天发射场二号工位 | 实践二十三号卫星                        | 地球同步转移轨道 | 成功                          |
| 6                 | 遥六     | 2023年11月3日 22时54分         | 文昌航天发射场二号工位 | 通信技术试验卫星十号                    | 地球同步转移轨道 | 成功                          |
| 7                 | 遥八     | 2024年6月29日 19时57分         | 文昌航天发射场二号工位 | 中星3A卫星                              | 地球同步转移轨道 | 成功                          |
| 8                 | 遥九     | 2024年8月22日 20时25分         | 文昌航天发射场二号工位 | 中星4A卫星                              | 地球同步转移轨道 | 成功                          |
| 9                 | 遥十一   | 2025年3月30日 0时05分          | 文昌航天发射场二号工位 | 通信技术试验卫星十六号                  | 地球同步转移轨道 | 成功                          |
| 10                | 遥十五   | 2025年5月20日 19时50分         | 文昌航天发射场二号工位 | 中星3B卫星                              | 地球同步转移轨道 | 成功                          |
| \| 成功率：90% \| |          |                                |                        |                                         |                  |                               |
| 成功率：90%       |          |                                |                        |                                         |                  |                               |

### 数据统计
- 成功
- 计划
- 部分失利
- 失利

### 计划中
| 飞行次序 | 火箭序号 | 起飞时间（UTC+8） | 发射工位 | 有效载荷 | 卫星轨道 | 备注 |
| -------- | -------- | ----------------- | -------- | -------- | -------- | ---- |

## 未来改进
在对国外运载火箭发展现状及趋势分析的基础上，结合中国高轨卫星的发射需求，开展了中国新一代中型高轨运载火箭的构型优化分析，确定了氢氧末级和基础级动力系统的状态，针对两级半和三级半两种构型开展构型优化分析和论证，初步分析结论如下：保持目前三级半构型不变，将一级和助推器动力换用YF-100K，助推器不分离，二级动力换用单台YF-100M，三级动力换用两台YF-75D，三级直径换用3.35米，并采用5.2米直径整流罩，在西昌发射，四助推状态GTO运载能力不低于8.2吨。